# Liste der Monuments historiques in Chavroches
Die Liste der Monuments historiques in Chavroches führt die Monuments historiques in der französischen Gemeinde Chavroches auf.

## Liste der Bauwerke
| Bezeichnung | Beschreibung              | Standort | Kennzeichnung | Schutzstatus | Datum | Bild           |
| ----------- | ------------------------- | -------- | ------------- | ------------ | ----- | -------------- |
| Burg        | Erbaut im 13. Jahrhundert | (Lage)   | PA00093057    | Inscrit      | 1929  | weitere Bilder |

## Liste der Objekte
| Bezeichnung                                  | Beschreibung                        | Standort                                      | Kennzeichnung | Schutzstatus | Datum | Bild |
| -------------------------------------------- | ----------------------------------- | --------------------------------------------- | ------------- | ------------ | ----- | ---- |
| Prozessionskreuz (Fotos in der Base Palissy) | Kupfer, versilbert, 16. Jahrhundert | in der Kirche Saint-Cyr-Sainte-Julitte (Lage) | PM03000077    | Classé       | 1918  |      |